# Bolesław Sękowski
Bolesław Sękowski (ur. 2 stycznia 1922 w Poznaniu, zm. 30 stycznia 1995 tamże) – profesor doktor habilitowany, polski dendrolog o wszechstronnych zainteresowaniach.
W 1946 roku ukończył Liceum Ogólnokształcące św. Marii Magdaleny w Poznaniu. Następnie rozpoczął studia na Wydziale Rolno-Leśnym Uniwersytetu Poznańskiego. Studiował  równocześnie leśnictwo oraz rolnictwo ze specjalnością: ogrodnictwo. Dyplom inżyniera leśnictwa i magistra nauk agrotechnicznych otrzymał w lutym 1951 roku. Dyplom magistra rolnictwa ze specjalizacją w zakresie sadownictwa (sekcja szkółkarstwa) otrzymał w czerwcu 1951 roku. W latach 1950–1967 pracował w Katedrze Botaniki Leśnej Wyższej Szkoły Rolniczej w Poznaniu na stanowisku kierownika Arboretum w Gołuchowie. Stopień doktora nauk leśnych otrzymał w czerwcu 1962 roku.
W 1967 uzyskał stopień docenta i awansował na kierownika Zakładu Dendrologii w Katedrze Roślin Ozdobnych na Wydziale Ogrodniczym. W późniejszym okresie był to Zakład Dendrologii i Szkółkarstwa w Katedrze Nasiennictwa i Szkółkarstwa Ogrodniczego Uniwersytetu Przyrodniczego w Poznaniu.
Tytuł naukowy profesora nadzwyczajnego otrzymał w 1982 roku.
Był członkiem Komitetu Nauk Ogrodniczych PAN, Zespołu Doradców i Ekspertów POLNAS, rzeczoznawcą NOT-u i SITO (Stowarzyszenie Naukowo-Techniczne Inżynierów i Techników Ogrodnictwa), Międzynarodowego Towarzystwa Nauk Ogrodniczych i innych.
Został odznaczony Krzyżem Kawalerskim Orderu Odrodzenia Polski (1983), Złotym Krzyżem Zasługi (1973) i innymi odznaczeniami.
Pochowany na cmentarzu św. Jana Vianneya w Poznaniu (kwatera św. Barbary-30-19).

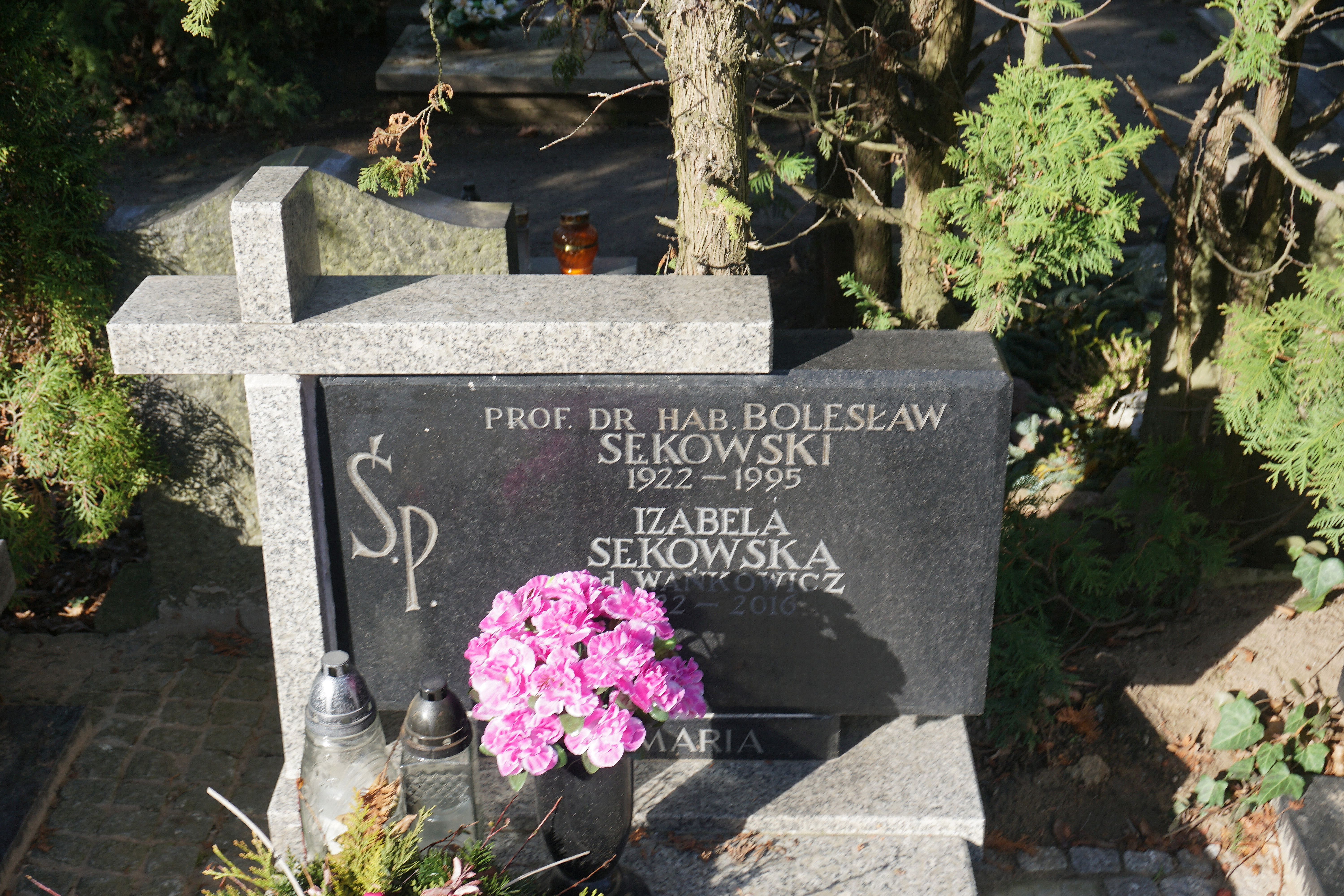
Grób profesora Bolesława Sękowskiego na Cmentarzu Sołackim

## Działalność winogrodnicza
Z jego inicjatywy w programie Akademii Rolniczej w Poznaniu znalazło się winogrodnictwo oraz powstała dydaktyczna winnica i kolekcja ampelograficzna w Baranowie pod Poznaniem.
Wspólnie z Romanem Myśliwcem opracował na podstawie tej kolekcji winorośli polską ampelografię, która ukazała się w 1996 roku pod tytułem „101 odmian winorośli do uprawy w Polsce”. Praca ta została nagrodzona w 2001 roku na międzynarodowej wystawie winorośli i win we Francji.

## Publikacje
Wykaz wybranych publikacji:
- „Pomologia”. PWN, Poznań 1956
- „Brzoskwinie w warunkach klimatycznych Polski”. PTPN, Poznań 1960
- „Drzewa i krzewy – klucze do oznaczania”. PWRiL, Warszawa 1971
- „Pomologia”. Red. A. Rejman. PWRiL, Warszawa 1976 (wyd.I); PWRiL, Warszawa 1994 (wyd.II)
- „Powojniki”. PWRiL, Warszawa 1978 (wyd.I); PWRiL, Warszawa 1987 (wyd.II)
- „Klucze do oznaczania gatunków i odmian roślin nagozalążkowych spotykanych w Polsce”. AR, Poznań 1980 (wyd.I); AR, Poznań 1991 (wyd.II)
- „Rozmnażanie drzew i krzewów liściastych” (z J. Sudnikiem i M. Wilczkiewiczem). PWN, Warszawa 1987 (wyd.I) i Warszawa 1990 (wyd.II)
- „Szkółkarstwo szczegółowe drzew i krzewów ozdobnych i użytkowych”. (z J. Slaskim) PWRiL, Warszawa 1988
- „Rozmnażanie drzew i krzewów nagozalążkowych” (z J. Sudnikiem i M. Wilczkiewiczem). PWN, Warszawa 1991 i 1995
- „Pomologia systematyczna” PWN, Warszawa 1993
- „101 odmian winorośli do uprawy w Polsce” (z R. Myśliwcem). PWN, 1996
- „Szkody mrozowe w Arboretum Gołuchowskim wyrządzone w czasie zimy 1962/63 r.” (z S.Kościelnym). PTPN, 1966